# 吴再举
吴再举（1962年—），重庆人，苗族，中华人民共和国政治人物、第十一届全国人民代表大会重庆地区代表。
毕业于重庆市秀山自治县梅江中学，是中共党员。担任重庆市秀山土家族苗族自治县钟灵乡凯堡村党支部书记。2008年起担任全国人大代表。